# Friedrich Reinhold Kreutzwald
Friedrich Reinhold Kreutzwald (né le 26 décembre 1803 à Kadrina - mort le 25 août 1882 à Tartu) est un écrivain et un médecin estonien. Il est l'initiateur au 19e siècle de Kalevipoeg, une épopée composée de récits populaires, qui contribuera largement au réveil national de l'Estonie. Ces travaux lui valurent le titre de « Père du chant » en Estonie.

## Biographie
Surnommé le Père du chant, il est le premier écrivain majeur de la littérature estonienne. Il contribua largement au réveil national (Ärkamisaeg en estonien) de l'Estonie.
Il est diplômé de médecine à l'Université de Tartu et exerce comme médecin dans la ville de Võru pendant quarante-quatre ans. Il prend sa retraite en 1877 et s'installe à Tartu où il meurt le 25 août 1882.

## Œuvres
- "Wina-katk" ("Viinakatk") (1840)
- "Sippelgas" ("Sipelgas") I-II (1843–1861)
- "Narrilased. Reinuvader Rebane. Lühikene õpetus loodud asjust" (1847)
- "Ma-ilm ja mõnda, mis seal sees leida on" (I-II vihk) (1848)
- "Reinuvader Rebane" II osa (1848)
- "Ma-ilm ja mõnda, mis seal sees leida on" (III-V) (1849)
- "Risti-sõitjad" (1851)
- "Lenora. Üks kuulus muistne laulujutt" (1851)
- "Kalevipoeg" (1857–1861)
- "Kilplaste imevärklikud [...] jutud ja teud" (1857)
- "Eesti-rahwa Ennemuistsed jutud ja Wanad laulud" I:1860, II: 1864
- "Angervaksad" (1861)
- "Viru lauliku laulud" (1865, 1926, 1946)
- "Eestirahwa Ennemuistsed jutud" (1866)
- "Lühikene seletus Kalevipoja laulude sisust" (1869)
- "Rahunurme lilled" I 1871, II 1875
- "Lembitu" (1885)
- "Kodutohter" (1879)
- "Teosed" (1953)